# Ribordone
Ribordone, en français Ribardon, est une commune italienne de la ville métropolitaine de Turin, dans la région Piémont.

## Administration
| Période                                  | Période  | Identité               | Étiquette | Qualité |
| ---------------------------------------- | -------- | ---------------------- | --------- | ------- |
| 14 juin 2004                             | En cours | Sabrina Cresto Ferrino |           |         |
| Les données manquantes sont à compléter. |          |                        |           |         |

### Communes limitrophes
Ronco Canavese, Locana, Sparone.